# هامبلدون، همپشر
هامبلدون (به انگلیسی: Hambledon) یک روستا و محله مدنی در بریتانیا است که در وینچستر واقع شده‌است. هامبلدون ۹۴۷ نفر جمعیت دارد.